# 李晨 (1920年)
李晨（1920年6月—2016年12月29日），原名李振穆、李振铭，北京人，中华人民共和国政治人物。

## 生平
1939年10月，加入中国共产党。1941年1月，任中共泸西县委书记。1949年1月，任中共北平市石景山区委书记。1949年5月，先后任北京市总工会副主席，中共北京市委建筑工程部副部长，北京工业大学党委书记、校长，北京市教育局党组书记、局长等。文化大革命期间受到迫害。1978年3月，任北京市委教育工作部副部长，1979年12月，兼任北京市人民政府副秘书长。1983年4月，任北京市人大常委会教科文委员会副主任、市委教育工作部顾问。1985年3月，任政协北京市第六届委员会副主席。1987年12月，任北京市顾问委员会常委。1996年12月离休。2016年12月29，日因病在北京逝世，享年96岁。